# Mount Cloos
Mount Cloos är ett berg i Antarktis. Det ligger i Västantarktis. Argentina, Chile och Storbritannien gör anspråk på området. Toppen på Mount Cloos är 915 meter över havet.
Terrängen runt Mount Cloos är kuperad. Havet är nära Mount Cloos åt nordväst. Trakten är obefolkad. Det finns inga samhällen i närheten.